# Robert E. Vardeman
Robert Edward Vardeman (geboren am 6. Januar 1947 in Palo Pinto, Texas) ist ein amerikanischer Science-Fiction- und Fantasy-Autor. Neben SF&F schrieb er auch einige Western- und Kriminalromane.

## Leben
Vardeman studierte Physik und erwarb einen Master in Ingenieurwissenschaften. Danach arbeitete er vier Jahre lang im Bereich Festkörperphysik an den Sandia National Laboratories.
Sein Erstling Pleasure Planet, ein erotischer Science-Fiction-Roman, erschien innerhalb von 10 Jahren mit 6 verschiedenen Titeln unter 6 Pseudonymen, darunter so launige wie Marv Elous. In der Folge schrieb er zahlreiche Romanzyklen und Einzelromane, am bekanntesten die Fantasy-Serie War of Powers, die er zusammen mit Victor Milán schrieb, und der sechsbändige Zyklus Cenotaph Road. Außerdem schrieb er zwei Tie-ins zur Originalserie von Raumschiff Enterprise, die auch ins Deutsche übersetzt wurden. Außerdem schrieb er Romanfassungen zu den Videospielen God of War und God of War II, die ebenfalls in deutscher Übersetzung erschienen.
John Clute beschrieb Vardeman als einen Autor, „dessen rücksichtslose Produktivität […] erst noch Erzählungen hervorbringen muss, die mehr sind als handwerkliche Routine.“.

## Bibliografie (Auszug)

### Serien
Die Serien sind nach dem Erscheinungsjahr des ersten Teils geordnet.

#### War of Powers
(mit Victor Milán)
- 1 The Sundered Realm, Playboy Paperbacks 1980, ISBN 0-87216-732-1
- 2 The City in the Glacier, Playboy Paperbacks 1980, ISBN 0-87216-754-2
- 3 The Destiny Stone, Playboy Paperbacks 1980, ISBN 0-87216-763-1
- 4 The Fallen Ones, Playboy Paperbacks 1982, ISBN 0-87216-986-3
- 5 In the Shadow of Omizantrim, Playboy Paperbacks 1982, ISBN 0-87216-999-5
- 6 Demon of the Dark Ones, Playboy Paperbacks 1982, ISBN 0-86721-012-5

#### Star Trek: The Original Series
- The Klingon Gambit, Timescape / Pocket Books 1981, ISBN 0-671-83276-X
  - Das Klingon-Gambit, Heyne-Science-Fiction & Fantasy #4035, 1983, Übersetzer Hans Maeter, ISBN 3-453-30976-6
- Mutiny on the Enterprise, Timescape / Pocket Books 1983, ISBN 0-671-46541-4
  - Meuterei auf der Enterprise, Heyne-Science-Fiction & Fantasy #4285, 1986, Übersetzer Hans Maeter, ISBN 3-453-31295-3

#### Cenotaph Road
- 1 Cenotaph Road, Ace Books 1983, ISBN 0-441-09845-2
- 2 The Sorcerer’s Skull, Ace Books 1983, ISBN 0-441-77541-1
- 3 World of Mazes, Ace Books 1983, ISBN 0-441-91031-9
- 4 Iron Tongue, Ace Books 1984, ISBN 0-441-37366-6
- 5 Fire and Fog, Ace Books 1984, ISBN 0-441-23824-6
- 6 Pillar of Night, Ace Books 1984, ISBN 0-441-66397-4

#### Tom Swift
(als Victor Appleton)
- Gateway to Doom, Wanderer Books 1983, ISBN 0-671-43957-X
- The Microbots, Archway / Pocket Books 1992, ISBN 0-671-75651-6
- Mutant Beach, Archway / Pocket Books 1992, ISBN 0-671-75657-5

#### Jade Demons
- 1 The Quaking Lands, Avon 1985, ISBN 0-380-89518-8
- 2 The Frozen Waves, Avon 1985, ISBN 0-380-89799-7
- 3 The Crystal Clouds, Avon 1985, ISBN 0-380-89800-4
- 4 The White Fire, Avon 1986, ISBN 0-380-89801-2

#### Swords of Raemllyn
(mit Geo. W. Proctor)
- 1 To Demons Bound, Ace Books 1985, ISBN 0-441-81464-6
- 2 A Yoke of Magic, Ace Books 1985, ISBN 0-441-94840-5
- 3 Blood Fountain, Ace Books 1985, ISBN 0-441-06778-6
- 4 Death’s Acolyte, Ace Books 1986, ISBN 0-441-14212-5
- 5 The Beasts of the Mist, Ace Books 1986, ISBN 0-441-05173-1
- 6 For Crown and Kingdom, Ace Books 1987, ISBN 0-441-24565-X
- 7 Blade of the Conqueror, New English Library 1995, ISBN 0-340-61774-8
- 8 The Tombs of A’bre, New English Library 1995, ISBN 0-340-61774-8
- 9 The Jewels of Life, New English Library 1995, ISBN 0-340-61774-8

Die Teile 7–9 sind nur gesammelt in Swords of Raemllyn: Book 3 erschienen.

#### Keys to Paradise
- 1 The Flame Key, New English Library 1986, ISBN 0-450-39001-2 (auch als Daniel Moran)
- 2 The Skeleton Lord’s Key, New English Library 1986, ISBN 0-450-39001-2
- 3 Key of Ice and Steel, New English Library 1986, ISBN 0-450-39001-2

Alle drei Teile ursprünglich im Sammelband The Keys to Paradise erschienen.

#### Weapons of Chaos
- 1 Echoes of Chaos, Berkley Books 1986, ISBN 0-425-09295-X
- 2 Equations of Chaos, Ace Books 1987, ISBN 0-441-87631-5
- 3 Colors of Chaos, Ace Books 1988, ISBN 0-441-11384-2

#### Masters of Space
- 1 The Stellar Death Plan, Avon 1987, ISBN 0-380-75004-X
- 2 The Alien Web, Avon 1987, ISBN 0-380-75005-8
- 3 A Plague in Paradise, Avon 1987, ISBN 0-380-75006-6

#### After the Spell Wars
(zuerst als F. J. Hale veröffentlicht)
- 1 Ogre Castle, Pageant Books 1988, ISBN 0-517-00648-0
- 2 In the Sea Nymph’s Lair, Pageant Books 1989, ISBN 0-517-00935-8

#### Biowarriors
- 1 The Infinity Plague, Ace Books 1989, ISBN 0-441-06266-0
- 2 Crisis at Starlight, Ace Books 1990, ISBN 0-441-06267-9
- 3 Space Vectors, Ace Books 1990, ISBN 0-441-06227-X

#### Demon Crown
- 1 The Glass Warrior, Tor 1989, ISBN 0-812-55704-2
- 2 Phantoms on the Wind, Tor 1989, ISBN 0-812-55716-6
- 3 A Symphony of Storms, Tor 1990, ISBN 0-812-50084-9

#### Star Frontier Trilogy
- 1 Alien Death Fleet, Pageant Books 1989, ISBN 0-517-00688-X (auch als Edward S. Hudson)
- 2 The Genetic Menace, Zumaya Publications 2010, ISBN 978-1-934841-36-5
- 3 The Black Nebula, Zumaya Publications 2015, ISBN 978-1-934841-94-5

#### Peter Thorne
- 1 The Screaming Knife, Avon Books 1990, ISBN 0-380-75856-3
- 2 The Resonance of Blood, Avon Books 1992, ISBN 0-380-75857-1
- 3 Death Channels, Avon Books 1992, ISBN 0-380-76725-2

#### God of War
- 1 God of War, Titan Books 2010, ISBN 978-1-84856-536-4 (mit Matthew Stover)
  - God of War : Der offizielle Roman zum Game, Panini, Stuttgart 2010, Übersetzt von Timothy Stahl, ISBN 978-3-8332-2045-6
- 2 God of War II, Del Rey / Ballantine 2013, ISBN 978-0-345-50868-3
  - God of War II : Der offizielle Roman zum Game, Panini, Stuttgart 2013, Übersetzt von Timothy Stahl, ISBN 978-3-8332-2704-2

### Weitere Romane
- Pleasure Planet, Bee-Line 1974, OCLC 17223604 (als Edward George, auch als Outer Space Embrace, 1978, als Monica Mounds, auch als Janet’s Sex Planet, 1980, als Carrie Onn, auch als Intergalactic Orgy, 1983 als Obie Khan, auch als Sexual Coquette, 1985, als Marv Elous, auch als Playing with Desire, 1986, als Fred Sparkrock)
- The Sandcats of Rhyl, Major Books 1978, ISBN 0-89041-209-X
- Road to the Stars, Harper & Row 1988, ISBN 0-06-026288-5
- Ancient Heavens, Avon 1989, ISBN 0-380-75439-8
- Deathfall, Onyx / New American Library 1991, ISBN 0-451-40242-1
- The Accursed, New English Library 1994, ISBN 0-450-58840-8
- Dark Legacy (Magic: The Gathering #10, 1996)
- The Ruins of Power, Roc / New American Library 2003, ISBN 0-451-45928-8 (MechWarrior Dark Age #3)
  - Ruinen der Macht, Heyne Science-Fiction & Fantasy #6273 2004, Übersetzt von Reinhold H. Mai, ISBN 3-453-87900-7

### Sammlung
- The Adventures of Don Juan and Miguel (2016)

### Anthologien
- A Career Guide To Your Job In Hell (2011, mit Scott S. Phillips)
- Golden Reflections (2011, mit Joan Spicci Saberhagen)

### Kurzgeschichten
- The Jackals Below (1975, mit Richard J. Patten, als Victor R. Edwards)
- The Biological Revolution (1977, mit Jeff Slaten)
- Brother to Ghosts (1978)
- The Mating Web (1978)
- The Guardian (1979)
- The Opal Egg (1982)
- Incident on Park Bench 37 (1982)
- The Sword of Kali (1982, mit Victor Milán)
- Networking (1984)
- Used Books (1985)
- At the Bentnail Inn (1987)
- The Road of Dreams and Death (1987)
- Blood Lilies (1990)
- Enduring Art (1991)
- Yesterday’s Ghosts’s (1991)
- A Gentle Breeze Blowing (1993)
- Dragon Debt (Earth’s End, 1995)
- Thief of Dreams (1995)
- Festival of Sorrow (Magic: The Gathering, 1996)
- Isle of Lost Souls (1996)
- Under Triple Moons (1996)
- Spectral Line (1997)
- Feedback (2001)
- Middles (2001)
- The Hostile Dark (2002)
- A Time for Steel (2005)
- Coins of Darkun (2007)
- The Power and the Glory (2007)
- The Pirate and the Peach (2007)
- Tontine (2007)
- Eating Vacuum (2008)
- To Cat, a Thief (2008)
- Vandals… (2009)
- Timeless Lisa (2010)
- The Transmogrification Ray (2010)
- Her Faith Is Fixt (2011)
- The Hideous Blood Ray (2015)
- Books Burning Brightly in the Night (2015)
- Miguel, the Riddle Master (2016)
- The Dragon’s Gold Egg (2016)
- The Mystic Medallion (2016)
- Jupiter Convergence (2017)
- The Sixth World (2017)